# Italienische Badmintonmeisterschaft 1988
Die Italienische Badmintonmeisterschaft 1988 fand vom 24. bis zum 25. April 1988 in Meran statt.

## Medaillengewinner
| Disziplin    | Gold                          | Silber                           | Bronze                           |
| ------------ | ----------------------------- | -------------------------------- | -------------------------------- |
| Herreneinzel | Stefan Kantioler              | Kurt Salutt                      | Anton Klotzner                   |
| Herreneinzel | Stefan Kantioler              | Kurt Salutt                      | Karl Freund                      |
| Dameneinzel  | Claudia Nista                 | Resi Klotzner                    | Michaela Hohenegger              |
| Dameneinzel  | Claudia Nista                 | Resi Klotzner                    | Petra Schrott                    |
| Herrendoppel | Kurt Salutt Karl Pruccer      | Andreas Ortner Guntner Kofler    | Anton Klotzner Karl Freund       |
| Herrendoppel | Kurt Salutt Karl Pruccer      | Andreas Ortner Guntner Kofler    | Roland Osele Stefan Biasi        |
| Damendoppel  | Claudia Nista Maria Luisa Mur | Alessandra Viola Barbara Faiazza | Resi Klotzner Petra Schrott      |
| Damendoppel  | Claudia Nista Maria Luisa Mur | Alessandra Viola Barbara Faiazza | Claudia Cerbon Petra Irsara      |
| Mixed        | Kurt Salutt Claudia Nista     | Karl Freund Petra Schrott        | Giorgio Bianchi Alessandra Viola |
| Mixed        | Kurt Salutt Claudia Nista     | Karl Freund Petra Schrott        | Andreas Ortner Vally Fischer     |